# Karl Cart
Karl Cart (* 15. Mai 1906 in Wien, Österreich-Ungarn; † 14. August 1988 in Wien, Österreich) war ein österreichischer Fußball-Nationalspieler.

## Karriere
Karl Cart, von Beruf Farbenmischer, begann seine Fußballerkarriere beim Simmeringer Klub 
SC Vorwärts XI, wo er noch meist als Stürmer spielte. Erst als er 1924 zum Erstligaklub 1. Simmeringer SC kam und dort in der Jugend für einen verletzten Tormann einspringen musste, war seine Stammposition gefunden. Zwar hatten die Simmeringer mit Rudi Aigner bereits damals den österreichischen Nationalgoalie im eigenen Tor, als dieser jedoch verletzt ausfiel, ersetzte ihn Karl Cart allerdings nicht nur in der I. Liga, sondern am 19. September 1926 auch im Länderspiel gegen Ungarn.
Letztlich wechselte Karl Cart 1927 zum SC Wacker Wien nach Meidling, für den er die folgenden neun Jahre in der I. Liga das Tor hütete. Die besten Ergebnisse in der Meisterschaft mit dem kleinen Bezirksklub war ein vierter Platz 1927/28 sowie 1934/35. Schließlich kehrte Karl Cart 1936 wieder zum 1. Simmeringer SC zurück, der allerdings zu diesem Zeitpunkt nur noch in der II. Liga spielte. Doch bereits in der ersten Saison 1936/37 gelang der Aufstieg in die Nationalliga. So spielte Karl Cart noch einmal mit seinem Stammverein erstklassig, wobei sich bereits mit Leopold Grimme an seiner Seite ein neuer späterer Nationaltormann aus Simmering hervortat. Er wurde am Friedhof der Feuerhalle Simmering bestattet.

## Erfolge
- 1 × Österreichischer Zweitligameister: 1937 (II. Liga)
- 2 Spiele für die österreichische Fußballnationalmannschaft 1926 und 1928